# 二十才前
「二十才前」（はたちまえ）は、1978年2月5日にリリースされた岩崎宏美の12枚目のシングル

## 解説
- レコーディング時に風邪をひいていたため、初回プレス盤では若干鼻声気味で録音されたものが発売になったが、それ以降のものは後に再録されたバージョンに差し替えられた。この初回版は、紙ジャケット復刻アルバムの『二十才前…』にボーナストラックとして収録されている。
- レコード・ジャケットの写真は、前年に発売されたライブ盤「ラブ・コンサート・パート1〜新しい愛の出発〜」の封入特典であるピンナップのうちの1枚と同じものである。

## 収録曲
- 両楽曲共に、作詞：阿久悠／作曲・編曲：穂口雄右

1. 二十才前（3分49秒）
2. ザ・マン（3分54秒）